# Șanțul palatovaginal
Șanțul palatovaginal (Sulcus palatovaginalis) este un șanț situat lateral pe fața inferioară a procesului vaginal al osului sfenoidal, care este transformat de procesul sfenoidal al osului palatin aflat sub acest șanț în canalul palatovaginal (Canalis palatovaginalis), prin care trec nervul faringian (Nervus pharyngeus) din ganglionul pterigopalatin și ramurile faringiene ale arterei maxilare (Arteria maxillaris)